# Аполлон Вейський

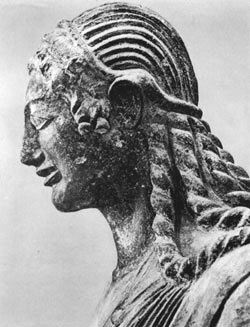

Аполлон Вейський — теракотова етруська статуя Аполлона з давнього міста Вейї, виготовлена приблизно в 550-520 до н. е. в міжнародному іонічному або в пізньоетруському стилі. Знайдена в 1916, в даний час знаходиться в  Національному музеї етруського мистецтва .
Автором статуї, ймовірно, був скульптор Вулка — єдиний з етруських скульпторів, чиє ім'я відоме на даний момент. Статуя була частиною композиції, що зображувала Аполлона та Геракла, що боролися за Керинейською ланню. Дана композиція розташовувалося на висоті 12 м на акротерії святилища Мінерви в Портоначчо.